# Manfred Weiss (Komponist)
Manfred Weiss (* 12. Februar 1935 in Niesky, Kreis Rothenburg (Ob. Laus.); † 25. April 2023 in Dresden) war ein deutscher Komponist und Hochschullehrer.

## Leben
Manfred Weiss wurde in Niesky geboren. Er wuchs in einer Missionarsfamilie der Herrnhuter Brüdergemeine auf und erhielt seit seiner Kindheit Violinunterricht in Niesky und Klavierunterricht in Görlitz. Zudem sang er im Kirchenchor und spielte Orgel. Im Alter von zwölf Jahren komponierte er seine ersten Stücke.
Nach seinem Abitur studierte er von 1952 bis 1955 Komposition bei Hans Stieber und Musiktheorie bei Franz von Glasenapp an der Staatliche Hochschule für Theater und Musik Halle. Nebenfächer waren Klavier und Viola. Von 1955 bis 1957 studierte er dann Komposition bei Rudolf Wagner-Régeny sowie Musiktheorie bei Ruth Zechlin (Harmonielehre) und Jürgen Wilbrandt (Kontrapunkt) an der Hochschule für Musik Hanns Eisler Berlin. 1957 legte er sein Staatsexamen ab. Seine staatskritischen Äußerungen zum Aufstand vom 17. Juni 1953 verwehrten ihm eine Aspirantur in Berlin. Von 1957 bis 1959 war er stattdessen Meisterschüler für Komposition bei Rudolf Wagner-Régeny an der Akademie der Künste in Berlin (Ost). Weitere Anregungen erhielt er durch Paul Dessau.
Im Jahr 1959 wurde er auf Empfehlung von Fritz Reuter Dozent und 1983 Professor (ab 1991 ordentlicher Professor) für Komposition und Musiktheorie an der Hochschule für Musik Carl Maria von Weber Dresden. Von 1991 bis 1997 war er Prorektor der Musikhochschule, an deren Modernisierung er federführend beteiligt war. 1998 wurde er emeritiert. Weiss war Mitglied im Sächsischen Musikbund.
Er starb im April 2023 im Alter von 88 Jahren.

## Werk
Er komponierte mehr als 100 Werke für Orchester-, Kammer- und Chormusik sowie Lieder. Klangkörper wie das Gewandhausorchester Leipzig, die Sächsische Staatskapelle Dresden, die Dresdner Philharmonie und der Dresdner Kreuzchor führten seine Kompositionen auf. Dirigenten waren u. a. Herbert Blomstedt, Kurt Masur, Herbert Kegel, Roderich Kreile und Lothar Zagrosek. Zu den Solisten gehörten der Pianist Amadeus Webersinke, der Organist Michael Schönheit und der Sänger Günther Leib.
Hauptwerke:
- Konzert für Orgel, Streichorchester und Schlagzeug (1975/76)
- Konzert für Violine und Orchester (1976/77)
- 3. Sinfonie (1979/80)
- 4. Sinfonie (1986/87)
- 5. Sinfonie (1987)

## Auszeichnungen
- 1977: Martin-Andersen-Nexö-Kunstpreis der Stadt Dresden
- 1977: Hanns-Eisler-Preis von Radio DDR
- 1977: Hans-Stieber-Preis des Komponistenverbandes Halle
- 1985: Kunstpreis der Deutschen Demokratischen Republik

## Schüler (Auswahl)
- Ruth Bodenstein-Hoyme (1924–2006)
- Michael Flade (* 1975)
- Reiko Füting (* 1970)
- Gottfried Glöckner (* 1937)
- Volker Hahn (* 1940)
- Eckart Haupt (* 1945)
- Wolfgang Heisig (* 1952)
- Jörg Herchet (* 1943)
- Hans-Dieter Karras (* 1959)
- Ekkehard Klemm (* 1958)
- Robert Linke (* 1958)
- Rolf Thomas Lorenz (* 1959)
- Friedhelm Hans Hartmann (1963–2023)

## Schriften (Auswahl)
- Jeder hatte sein eigenes Programm. Die Komponistenklassen der Hochschule für Musik „Carl Maria von Weber“ Dresden und ihre Absolventen 1966–1999. In: Matthias Herrmann (Hrsg.): Dresden und die avancierte Musik im 20. Jahrhundert. Bericht über das vom Dresdner Zentrum für Zeitgenössische Musik und vom Institut für Musikwissenschaft der Hochschule für Musik „Carl Maria von Weber“ Dresden veranstaltete Kolloquium. Teil 3: 1966–1999, vom 9. bis 11. Oktober 2000 in Dresden. Laaber, Laaber 2004, ISBN 3-89007-511-8, S. 125–140 (= Musik in Dresden, Band 6).